# Taeniotes amazonum
Taeniotes amazonum es una especie de escarabajo longicornio del género Taeniotes, tribu Monochamini, subfamilia Lamiinae. Fue descrita científicamente por Thomson en 1857.
El período de vuelo ocurre durante todos los meses del año excepto en septiembre.

## Descripción
Mide 17-38 milímetros de longitud.

## Distribución
Se distribuye por Argentina, Bolivia, Brasil, Paraguay, Perú, Colombia y Azores.